# Miss Black America
Miss Black America – szósty album studyjny niemieckiego muzyka Aleca Empire, wydany przez Digital Hardcore Recordings w 1999 roku.

## Lista utworów
Wydanie CD
1. „DFo2”
2. „Black Sabbath”
3. „The Nazi Comets”
4. „It Should Be You Not Me!”
5. „They Landed Inside My Head While We Were Driving in the Taxi up to 53rd Street and Took Over!”
6. „The Robot Put a Voodoospell on Me”
7. „I Can Hear the Winds of Saturn”
8. „We Take Your Pain Away”
9. Bez tytułu[1]
10. „Blood and Snow”

Wydanie winylowe
Strona A
1. „DFo2”
2. „Black Sabbath”
3. „The Nazi Comets”
4. „It Should Be You Not Me!”
5. „They Landed Inside My Head While We Were Driving in the Taxi up to 53rd Street and Took Over!”

Strona B
1. „The Robot Put a Voodoospell on Me”
2. „I Can Hear the Winds of Saturn”
3. „We Take Your Pain Away”
4. Bez tytułu